# Cadillac (album)
Pour les articles homonymes, voir Cadillac.
Albums de Johnny Hallyday
Gang
(1986) Ça ne change pas un homme
(1991)
Singles
1. Mirador / Back to the Blues
Sortie : 5 juin 1989
2. Si j'étais moi / L'étoile solitaire
Sortie : 9 octobre 1989
3. Les Vautours (nouvelle version) / Rien à jeter
Sortie : 21 janvier 1990
4. Les Vautours (nouvelle version) / La Musique que j'aime (version inédite 90)
Sortie : 5 mars 1990
5. Himalaya (remix) / Possible en moto
Sortie : 7 mai 1990
6. Cadillac / Vietnam Vet
Sortie : 3 septembre 1990

Cadillac est le 36e album studio de Johnny Hallyday, il sort le 15 juin 1989.
Enregistré au studio Gang, l'album est réalisé par Étienne Roda-Gil.

## Historique
La moto est le fil conducteur de l'album, à laquelle Johnny Hallyday consacre pas moins de trois chansons : Rien à jeter, Possible en moto et L'étoile solitaire. D'une façon générale, le concept de l'album est la quête de liberté, les road movie, les grands espaces américains que l'on rêve, sillonne, conquiert…
Le titre Cadillac évoque le destin du français Antoine de Lamothe-Cadillac fondateur de la ville de Détroit en 1701, et dont le nom est repris en 1902 pour baptiser la marque automobile américaine Cadillac.

## Autour de l'album
Références originales : LP Philips 838 497 / CD 838 497 - 2
Mirador est la première chanson commercialisée composée par David Hallyday pour son père. Il a précédemment composé pour lui deux titres, Pirate de l'air et Animal, (à ne pas confondre avec la chanson éponyme de Francis Cabrel, voir l'album Sarbacane). Écrites par Luc Plamondon, Johnny Hallyday les enregistre le 14 octobre 1988 au studio Sounds Recorders de Santa Monica. Ils restent un temps inédits puis sont diffusés à l'intention des membres du fan-club du chanteur, sur un 45 tours hors commerce en 1990. Ils sortent enfin de leur confidentialité en 1993, à l'occasion de la diffusion d'une intégrale en 40 CD. En 1990, David sur la même musique enregistre le titre To Have And To Hold (album Rock'n'Heart).
Mirador est aussi, après Le Pénitencier (1964), Toi qui t'en va (1965) et Mercredi matin (1982), la quatrième chanson de Johnny Hallyday dont le thème est l'univers carcéral.
La chanson atteint la troisième place du Top 50.
Le 45 tours comprend en face B l'inédit Back to the Blues (Étienne Roda-Gil / Georges Augier – Jacques Cardona – Érick Bamy).
Vanessa Paradis participe succinctement (au début et à la fin) à la chanson Si j'étais moi. Second single de l'album publié en octobre 1989, le titre se classe à la 25e place du Top 50.
Les Vautours sort en single le 21 janvier 1990. Jugé trop violent, le clip vidéo est censuré à la télévision; de ce fait, Les Vautours ressort dans une nouvelle édition le 5 mars, qui en complément propose une nouvelle version de La Musique que j'aime réalisée par Pierre Billon, avec Carole Fredericks et Érick Bamy aux chœurs.
Le single Cadillac comprend en face B l'inédit Viêt Nam Vet (Pierre Billon).

## Titres
Nota : titres A Studio Gang, réalisation Étienne Roda Gil / titre B Studio Polygone (Toulouse), réalisation Mick Lanaro / titre C Studio Guillaume Tell, réalisation Étienne Roda Gil
| 1.  | Les Vautours (A)                                              | Étienne Roda-Gil pour l'ensemble des textes | Jacques Cardona                                        | 4:51 |
| 2.  | Mirador (A)                                                   |                                             | David Hallyday                                         | 4:21 |
| 3.  | Rien à jeter (A)                                              |                                             | Jean-Pierre Buccolo - Georges Augier - Jacques Cardona | 3:35 |
| 4.  | Himalaya (B)                                                  |                                             | Jean-Pierre Buccolo - Georges Augier                   | 4:46 |
| 5.  | Possible en moto (A)                                          |                                             | David Hallyday                                         | 4:18 |
| 6.  | Cadillac (A)                                                  |                                             | Jean-Pierre Buccolo - Georges Augier                   | 4:47 |
| 7.  | Si j'étais moi (avec la participation de Vanessa Paradis) (A) |                                             | Jean-Pierre Buccolo                                    | 4:05 |
| 8.  | L'étoile solitaire (A)                                        |                                             | Jean-Pierre Buccolo                                    | 3:33 |
| 9.  | C'est du vent (A)                                             |                                             | Jean-Pierre Buccolo - Georges Augier                   | 4:12 |
| 10. | Testament d'un poète (C)                                      | (d'après un poème d'Antonio Machado)        | Jean-Claude Petit                                      | 1:44 |

## Musiciens
- Direction musicale : Jean-Pierre Buccolo
- Enregistrement : Jean-Pierre Janiaud et Olivier Esperito Santo
- Mixage : Jean Pierre Janiaud
- Le titre Himalaya est réalisé par Mick Lanaro au studio Polygone à Toulouse.
- Le titre Testament d'un poète est enregistré par Roland Guillotel au studio Guillaume Tell.

- Thibault Abrial : guitares
- Georges Augier : guitares, claviers, chœurs, programmation batterie et claviers
- Jean-Pierre Buccolo : guitares, chœurs
- Norbert Krief : guitares
- Michael Landau : guitares
- Tim Landers : basse
- Jannick Top : basse, claviers, chœurs
- Jacques Cardona : batterie, chœurs, programmation batterie et claviers
- Vinnie Colaiuta : batterie
- Claude Salmieri : batterie
- Gérard Bikialo : pianos et Claviers
- Serge Perathoner : pianos, claviers, flûtes, programmation claviers
- Michel Gaucher : saxophone
- Carole Fredericks : chœurs
- Yvonne Jones : chœurs
- Jean-Pierre Janiaud : chœurs

## Classements hebdomadaires
| Classement (1989) | Meilleure position |
| ----------------- | ------------------ |
| France (SNEP)     | 1                  |

| Classement (2000) | Meilleure position |
| ----------------- | ------------------ |
| France (SNEP)     | 50                 |

### Certifications
| Pays          | Certification | Ventes certifiées |
| ------------- | ------------- | ----------------- |
| France (SNEP) | 2 × Platine   | 600 000           |